# Görnitzbach (Weiße Elster)
Der Görnitzbach ist ein etwa 15 km langer, rechter Nebenfluss der Weißen Elster im Vogtland.

## Verlauf
Der Bach entspringt unmittelbar nördlich von Schöneck/Vogtl. am Westrand des sächsischen Erzgebirges in der Mikrogeochore Hochflächen bei Schöneck. Das Gebiet bildet die Wasserscheide der Flusssysteme Weiße Elster, Eger und Zwickauer Mulde.
Zuerst verläuft der Bach Richtung Nordwest in einem stark asymmetrischen Tal mit den steilen Hölleiten am linken und einem flachen Hang am rechten Ufer. Bei der südlich von Werda gelegenen Zahnmühle durchbricht der Bach den quarzitischen Phyllit. Hierbei wendet er seinen Lauf um etwa 90° und fließt der Erzgebirgs-Abdachung folgend – wie auch Würschnitzbach, Eisenbach und Schwarzbach – nach Westsüdwest ab. Mit Ausnahme von Raasdorf liegt keine größere Siedlung an seinem Ufer. Bei der Tanzermühle bei Görnitz, südlich von Oelsnitz/Vogtl. mündet er in die Weiße Elster.

## Zuflüsse
- Gereinbächel (re)
- Kornaer Wiesenbach (re)
- Pöhlbach (li)
- Arnoldsgrüner Dorfbach (li)
- Krählohbach (re)
- Kottengrüner Bach (re)
- Seifenbach (li)

## Wirtschaftliche Nutzung

### Mühlen
Der wasserreiche Görnitzbach wurde über viele Jahrhunderte auf nahezu der gesamten Laufstrecke durch Mühlen genutzt. Durch sie wurde das Tal auch als „Neunmühlental“ bekannt. Von der Quelle bis zur Mündung sind dies: Obere und Untere Haselmühle, Muckenmühle (abgerissen), Zahnmühle (auch Jahnsmühle), Kornmühle, Spitzmühle, Holzmühle, Obere Raasdorfer Mühle (auch Simonmühle) und Untere Raasdorfer Mühle.

### Flussperlenfischerei
Das saubere Wasser der Weißen Elster und ihrer Nebengewässer wurde über viele Jahrhunderte zur Perlenfischerei genutzt. Gegenstand war die Flussperlmuschel (Margaritifera margaritifera). Bereits 1621 erkannte Kurfürst Johann Georg I. die Bedeutung und erklärte die Perlenfischerei zu den Regalien. In der Folge durften nur bestimmte Personen die Perlen gewinnen, was in etwa alle 10 bis 12 Jahre der Fall war. Ab 1849 lebte insbesondere in Adorf/Vogtl. durch Verarbeitung der Muscheln die Perlmuttindustrie auf.

### Flößerei
Ab der Muckenmühle war das Gewässer flößbar. Die Flößerei verursachte jedoch immer wieder Schäden an den Muschelbänken.

## Schutzgebiete
Bach und Tal sind mehrfach unter Schutz gestellt. Zusammen mit dem in etwa parallel verlaufenden Würschnitzbach bildet er das 291 Hektar große FFH-Gebiet Görnitzbach- und Würschnitzbachtal. Die Unterschutzstellung eines schmalen Streifens links und rechts des Baches beginnt bereits bei der Haselmühle und reicht bis an die Mündung in die Weiße Elster, wobei nur die Siedlung Raasdorf ausgenommen ist. Schützenswert sind insbesondere das Bachneunauge und die Groppe. Das Landschaftsschutzgebiet Görnitztal ist 2000 Hektar groß und umfasst einen breiten Streifen ebenfalls etwa von der Haselmühle bis zur Einmündung des Kottengrüner Baches bei Zaulsdorf. Im Quellgebiet liegt das FFH-Gebiet Bergwiesen und Moorstandorte bei Schöneck sowie das Naturschutzgebiet Sohrwiesen.